# Stadio José Encarnación Romero
Lo stadio José Encarnación Romero (in spagnolo Estadio José Encarnación Romero), noto comunemente come el Pachencho, è un impianto calcistico di Maracaibo, in Venezuela. Lo stadio è dedicato a un atleta zuliano del passato.

## Storia dell'impianto
I lavori di costruzione ebbero avvio nel 1969, in vista dei Giochi bolivariani che si sarebbero tenuti proprio a Maracaibo l'anno dopo. Nel 1973 l'impianto ospitò la quarta edizione dei Campionati centroamericani e caraibici di atletica leggera.
Nel 1998 lo stadio subì una profonda modifica, in vista dell'organizzazione, sempre nella città venezuelana, di un'altra rassegna sportiva, i Giochi centramericani e caraibici: proprio all'Estadio Romero fu scritta una delle pagine più belle della storia sportiva venezuelana, con la nazionale di casa che vinse la medaglia d'oro nel calcio, battendo il quotatissimo Messico.

## Struttura
Con un prato di 98 metri di lunghezza per 68 di larghezza, circondato da una pista di atletica leggera, e una capienza di 46.000 spettatori, l'Estadio Romero è considerato uno dei migliori impianti calcistici venezuelani ed è tutelato dallo stato Zulia quale patrimonio nazionale.
Nell'originaria struttura lo stadio ospitava anche un velodromo, che è stato però in seguito ridotto, non ospitando più l'impianto gare di ciclismo. La pista è stata in parte rimossa e al suo posto è stata realizzata, in vista della Copa América 2007, un'area vip sotto la tribuna centrale e due nuove tribune sotto le curve, per un totale di 8.000 posti a sedere in più, rispetto agli originari 42.000.

## Grandi eventi disputati
Oltre ai Giochi bolivariani nel 1970, ai Campionati centroamericani e caraibici di atletica leggera nel 1973 e ai Giochi centramericani e caraibici del 1998, l'Estadio Romero ha ospitato anche due importanti rassegne calcistiche.
Nel 2005 è stata la principale sede del Campionato sudamericano under 17, mentre due anni dopo è stato teatro di ben 5 gare della Copa América, organizzata per la prima volta proprio dal Venezuela.
In questa occasione l'Estadio Romero è stato inaugurato il 28 giugno, quando ha ospitato le due gare inaugurali del gruppo C, Paraguay-Colombia (finita 5-0) e Argentina-USA (4-1). Il 2 luglio vi è quindi andato in scena il match tra Argentina e Colombia (4-1), seguito otto giorni dopo dalla semifinale tra Uruguay e Brasile (dove, dopo il 2-2 nei tempi regolamentari, l'hanno spuntata ai rigori i verde-oro per 5-4). Il 15 luglio è stato infine teatro della finalissima tra Brasile e Argentina, che ha incoronato la Seleção (vittoriosa per 3-0) regina del Sudamerica per l'ottava volta.
Nel 2008 l'Estadio Romero è stato nuovamente sotto gli occhi degli sportivi di tutto il mondo, essendo stato designato a sede principale dei Mondiali di calcio under 15, che si sono disputati proprio in Venezuela.